# Gouvernement Cánovas (6)
Le sixième gouvernement Cánovas del Castillo  est le gouvernement du royaume d'Espagne en fonction du 23 mars 1895 au 8 août 1897.

## Composition
| Fonction                              | Peinture                  | Nom et prénom                | Temps                          |
| ------------------------------------- | ------------------------- | ---------------------------- | ------------------------------ |
| Président du Conseil des Ministres    |                           | Antonio Cánovas del Castillo | 23 mars 1895 – 8 août 1897     |
| Ministre de l'Autorité                |                           | Fernando Cos-Gayon           | 23 mars 1895 – 8 août 1897     |
| Ministre de la Guerre                 |                           | Marcelo Azcárraga Palmero    | 23 mars 1895 – 8 août 1897     |
| Ministre de la Marine                 |                           | José María Béranger          | 23 mars 1895 – 8 août 1897     |
| Ministre des Outre-mer                |                           | Tomas Castellano Villarroya  | 23 mars 1895 – 8 août 1897     |
| Ministre des Finances                 |                           | Juan Navarro Revenir         | 23 mars 1895 – 8 août 1897     |
| Ministre de la Grâce et de la Justice |                           | Francisco Romero Robledo     | 23 mars 1895 – 8 août 1897     |
| Ministre d'État                       |                           | Carlos O'Donnell             | 23 mars 1895 – 19 janvier 1896 |
| Ministre d'État                       | 3 mars 1896 – 8 août 1897 | Carlos O'Donnell             |                                |
| Ministre d'État                       |                           | José Elduayen Gorriti        | 19 janvier – 3 mars 1896       |
| Ministre de la Promotion              |                           | Alberto Bosch et Fustigueras | 23 mars - 14 décembre 1895     |
| Ministre de la Promotion              |                           | Aureliano Linares Rivas      | 14 décembre 1895 – 8 août 1897 |